# Joseph Schmidt (Sänger)

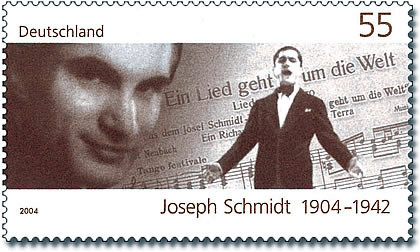
Briefmarkenausgabe anlässlich des 100. Geburtstages von Joseph Schmidt (Deutsche Post 2004)

Joseph Schmidt (* 4. März 1904 in Dawideny, österreichisches Kronland Bukowina; † 16. November 1942 im Internierungslager Girenbad oberhalb von Hinwil, Kanton Zürich, Schweiz) war ein österreichischer Opernsänger (lyrischer Tenor). Um 1930 gehörte er zu den bekanntesten und beliebtesten deutschsprachigen Sängern. Nachdem er 1933 als Jude aus dem Deutschen Reich fliehen musste, gelangte er über Umwege in die Schweiz, wo er in einem Internierungslager schon bald erkrankte. Kurz nach einer unzureichenden Behandlung in einem Zürcher Krankenhaus starb Schmidt dann an Herzversagen.

## Leben

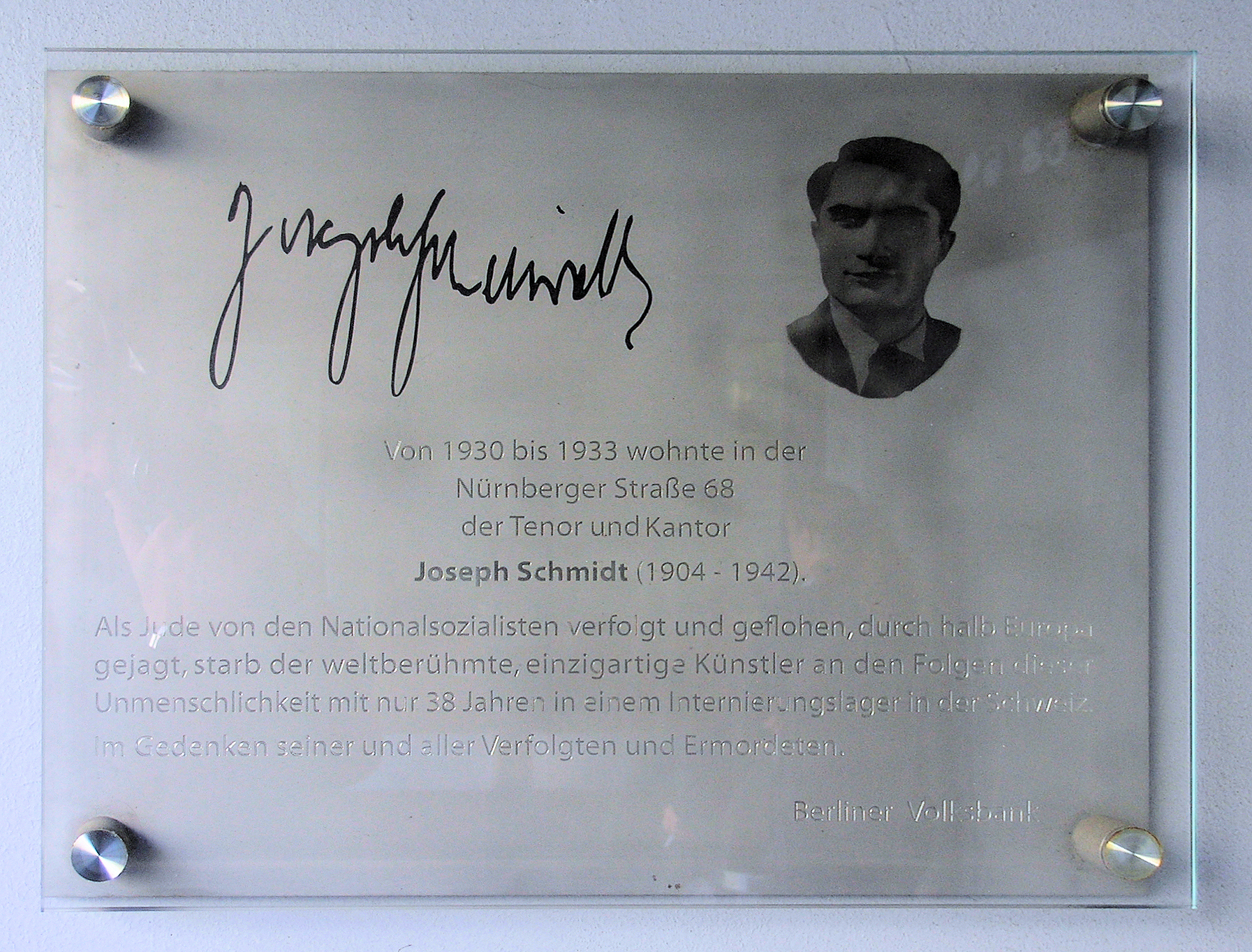
Gedenktafel am Haus Nürnberger Straße 68, in Berlin-Schöneberg

Joseph Schmidt, Sohn deutschsprachiger orthodoxer Juden, wuchs in Dawideny (am Sereth südwestlich von Czernowitz gelegen) und in Czernowitz auf. Seine Heimat Bukowina gehörte zur österreich-ungarischen Monarchie und fiel nach dem Ersten Weltkrieg an Rumänien; 1940 kam ein Teil zur Sowjetunion – die vorerwähnten Orte liegen heute in der Ukraine; das Dorf Dawideny heißt rumänisch Davideni. Bereits im Kindesalter sang Schmidt als Chasan im Israelitischen Tempel Czernowitz.
Er studierte ab 1925 an der Berliner Hochschule für Musik bei Hermann Weißenborn Gesang. Der weltweit erfolgreiche Schmidt nahm zahlreiche Schallplatten auf und sang, entdeckt durch Cornelis Bronsgeest, zwischen 1929 und 1933 am Berliner Rundfunk in 38 Rundfunkopern. Mit seinen Rundfunksendungen trug er nicht nur zur Popularität des Rundfunks bei, sondern wurde selbst ein gefeierter Tenor. Aufgrund seiner geringen Körpergröße von nur 1,54 m blieb ihm eine Karriere auf der Opernbühne verwehrt. Trotzdem konnte er ab Januar 1939 in Brüssel die Rolle des Rudolf in La Bohème verkörpern, es folgte eine Tournee über Lüttich, Gent, Antwerpen, Brügge, Kortrijk, Ostende und Verviers. Ein Gastspiel als Rudolf gab Schmidt im Jahre 1940 auch in Helsinki. Innerhalb eines Jahres spielte er diese Rolle 24 Mal. Als weitere Bühnenpartie sollte er den Canio in Bajazzo singen, doch verhinderte die sich zuspitzende Politik dieses Projekt. Schmidts letzter nachweisbarer Auftritt fand in der Oper von Avignon am 14. Mai 1942 statt.
Nach der Machtergreifung der Nationalsozialisten sang Schmidt am 20. Februar 1933 zum letzten Mal im deutschen Rundfunk (Der Barbier von Bagdad). Eine Woche darauf wurde ihm der Zugang zum Funkhaus verwehrt. Nach der Premiere seines Films Ein Lied geht um die Welt am 9. Mai 1933 emigrierte er im Dezember vor den Nationalsozialisten zunächst nach Wien. Er gastierte 1934 in Palästina, debütierte am 7. März 1937 als Tenor in der New Yorker Carnegie Hall und gab in Deutschland bis 1937 noch einzelne Konzerte beim Jüdischen Kulturbund. 1938 führte ihn seine Flucht vom inzwischen annektierten Österreich nach Belgien, im November 1940 nach Frankreich. Hier wurde er als Deutscher in La Bourboule, in der zu jener Zeit noch nicht besetzten Zone Frankreichs, von der Vichy-Regierung zwangsinterniert.
Nach mehreren missglückten Versuchen gelang Schmidt im Oktober 1942 die Flucht in die Schweiz. Allein und zu Fuß überquerte er die Grenze. Von den Strapazen geschwächt, brach Schmidt in Zürich auf offener Straße zusammen, wurde erkannt und als illegaler Flüchtling – laut eines Gesetzes von 1942 galten geflohene Juden in der Schweiz nicht als politische Flüchtlinge – in das Internierungslager Girenbad „zur Abklärung des Falles“ gebracht. Er beantragte eine Arbeitserlaubnis, die ihm zunächst verweigert wurde. Nach kurzer Zeit erkrankte er an einer Halsentzündung und wurde in das Kantonsspital Zürich eingewiesen. Zwar behandelte man dort die Halsbeschwerden, seinem Hinweis auf starke Schmerzen in der Herzgegend wollte man jedoch nicht nachgehen und verweigerte eine weitere Untersuchung. Als offiziell geheilt wurde Schmidt am 14. November 1942 aus dem Kantonsspital entlassen und musste in das Auffanglager Girenbad zurückkehren.
Zwei Tage später starb Schmidt im nahegelegenen Restaurant Waldegg an Herzversagen. Die besondere Tragik: nur einen Tag nach seinem Tode lag seine Arbeitserlaubnis vor und er wäre frei gewesen.

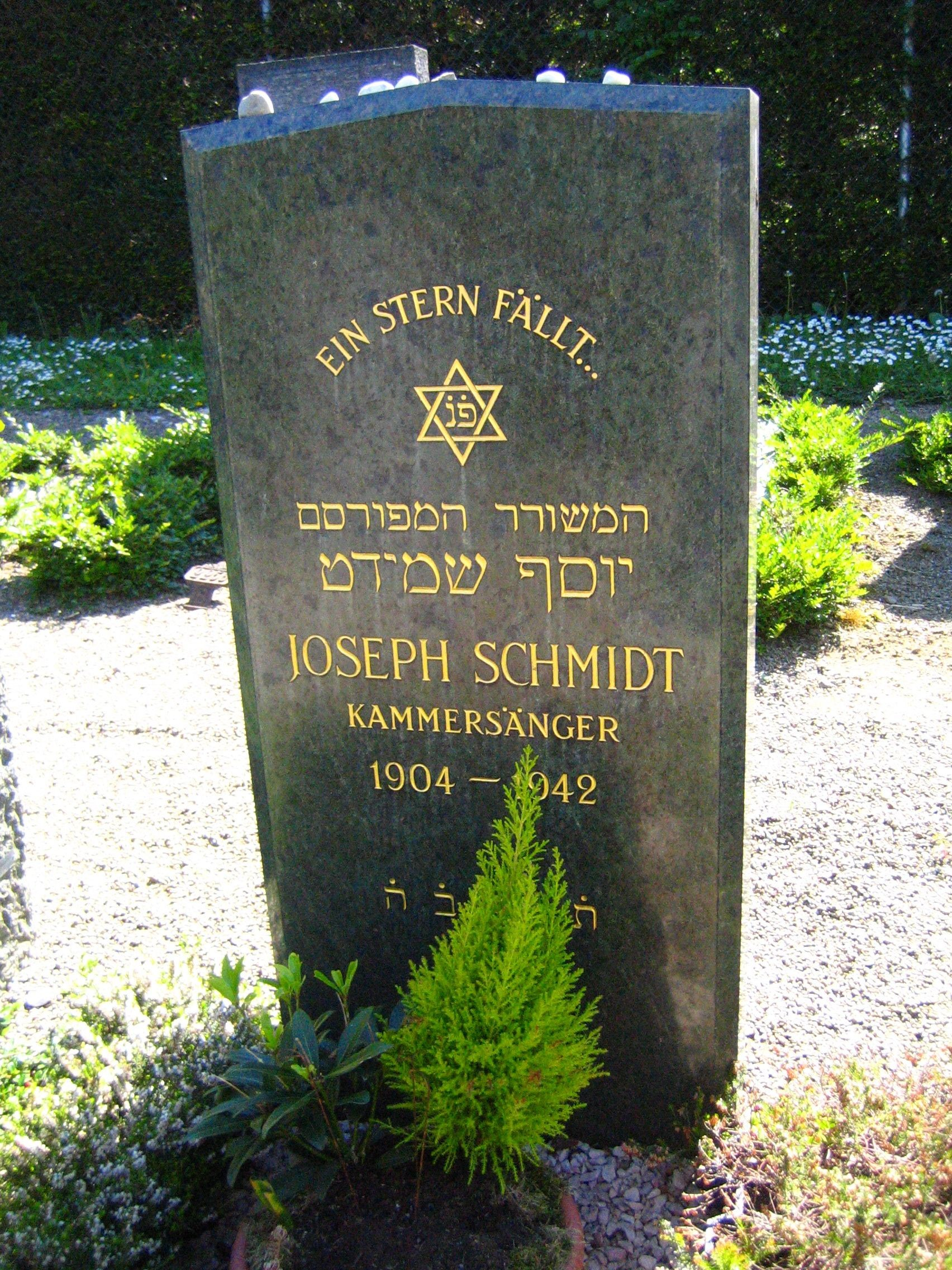
Das Grab von Joseph Schmidt

Joseph Schmidt ist auf dem Israelitischen Friedhof Unterer Friesenberg im Stadtkreis 3 in Zürich-Wiedikon beigesetzt. Sein Grabstein trägt die Inschrift Ein Stern fällt … Joseph Schmidt Kammersänger 1904–1942. Und auf Hebräisch die Worte hameshorer hamfurssam („der berühmte Sänger“), womit auch die Kantorentätigkeit Schmidts einbegriffen ist. Eine Gedenktafel an dem Restaurant, in dem er starb, erinnert noch heute an den berühmten kleinen Sänger mit der großen Stimme.

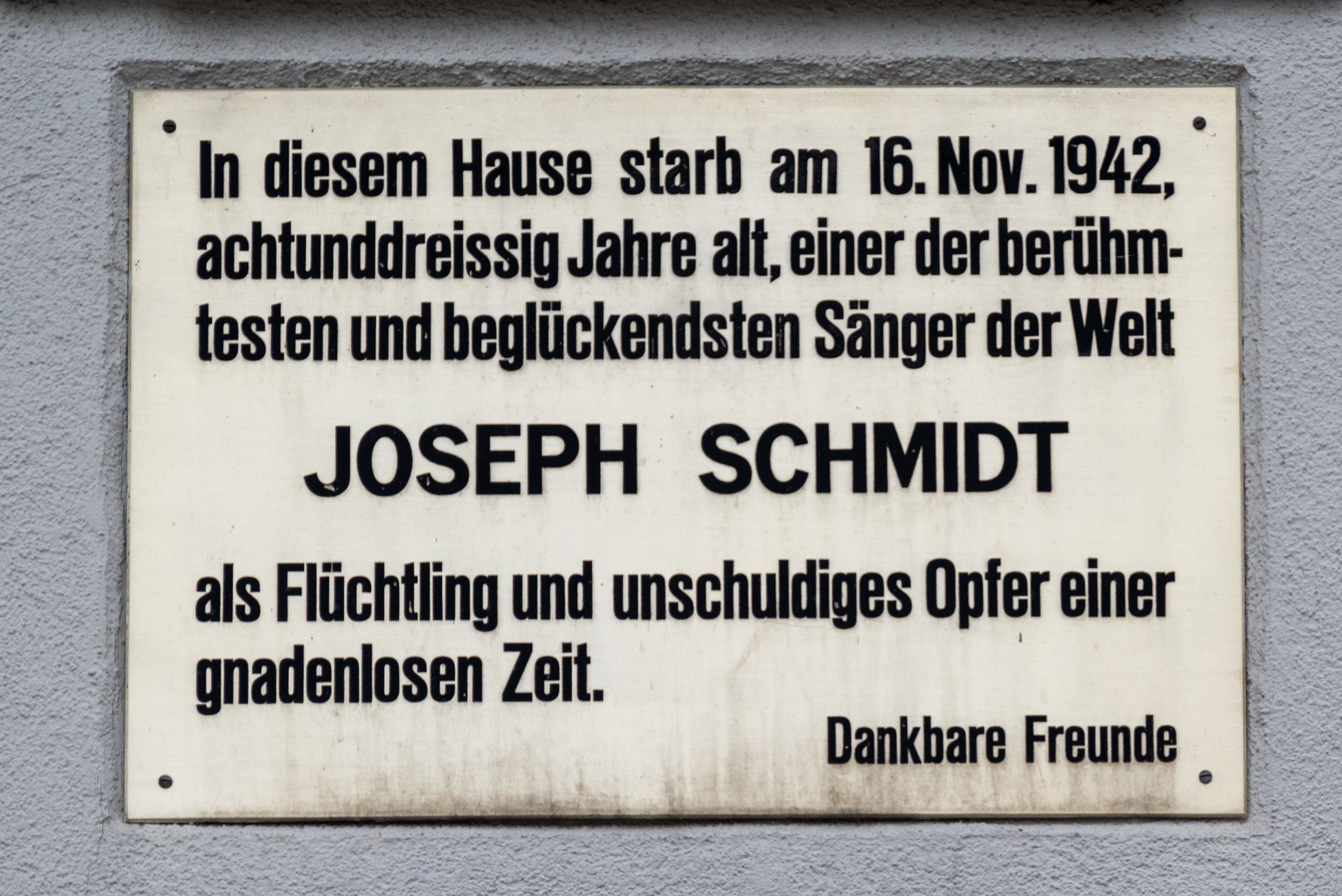
Gedenktafel am ehem. Restaurant Waldegg in Girenbad Gd. Hinwil

Eine umfassende Biografie über den Sänger verfasste sein Nachlassverwalter, der Schweizer Tenor Alfred Fassbind. Sie erschien 1992 im Schweizer Verlagshaus unter dem Titel Spuren einer Legende – Ein Lied geht um die Welt. Zum 70. Todestag erschien 2012 eine neue, stark überarbeitete Ausgabe im Römerhof Verlag in Zürich.

## Film
1958 wurde Schmidts Leben mit dem Titel Ein Lied geht um die Welt verfilmt. Die Hauptrolle spielte Hans Reiser.

## Ehrungen
Nach Joseph Schmidt wurde 2004 die Musikschule im Berliner Bezirk Treptow-Köpenick benannt. An deren Standort im Ortsteil Adlershof kann eine Ausstellung zum Leben und Wirken Schmidts besichtigt werden. Zum 100. Geburtstag des Sängers gab das Bundesfinanzministerium (Die Deutsche Post) am 11. März 2004 eine Briefmarke im Wert von 55 Cent heraus. Am 4. Juli 2007 wurde in Berlin eine Gedenktafel für Joseph Schmidt an der Nürnberger Straße 68 enthüllt, wo er bis 1933 wohnte. Dieses Nachkriegsgebäude wurde inzwischen allerdings abgerissen und die Tafel seitdem im Eingangsbereich der Musikschule präsentiert.
1977 wurde in der Berlin-Neuköllner High-Deck-Siedlung die Joseph-Schmidt-Straße und 1995 in Wien-Landstraße (3. Bezirk) der Joseph-Schmidt-Platz nach ihm benannt.
Seit dem 22. Januar 2008 erinnert der Asteroid (168321) Josephschmidt an den Sänger. Die Benennung erfolgte auf Anregung von Markus Griesser, dem Leiter der Sternwarte Eschenberg in Winterthur.

## Kritik
„Joseph Schmidt besaß eine der schönsten lyrischen Tenorstimmen seiner Epoche. An sich war diese Stimme nur klein, doch ihre enorme Tonhöhe und ihr nuancenreicher, ausdrucksschöner Vortrag verdienen noch auf seinen zahlreichen Schallplatten höchste Bewunderung.“

## Diskografie

### Austroton
- O sole mio / La paloma. Joseph Schmidt und das Orchester der Städtischen Oper Berlin. Best.-Nr. 1637 (Matrizennummern 15164 / 15165; vgl. Telefunken A 614 und Ultraphon A 614)
- Das alte Wort: Ich liebe Dich! / Du sollst der Kaiser meiner Seele sein! Joseph Schmidt mit Orchesterbegleitung. Best.-Nr. 1638 (Matrizennummern W 15901 / W 16857)

### Electrola
- Wenn du treulos bist / Española. Joseph Schmidt mit Orchesterbegleitung, aufgenommen im Beethoven-Saal, Berlin. Best.-Nr. E.G. 1721 (Matrizennummern 60-732 / 60-733)

### His Masters Voice
- Friedrich von Flotow, Martha: Ach, so fromm, ach so traut / Giuseppe Verdi, Il Trovatore: Lodern zum Himmel (Di quella pira). Joseph Schmidt und das Orchester der Berliner Staatsoper unter der Leitung von Clemens Schmalstich. Best.-Nr. B 8036 (Matrizennummern 60-722 / 60-919)

### Odeon
- Tiritomba / Funiculi, Funicula. Joseph Schmidt mit Orchesterbegleitung und Chor. Best.-Nr. O-4665 a/b (Matrizennummern W 85243 / 85276; vgl. Parlophon R 102)
- O sole mio / La paloma. Joseph Schmidt mit dem Salon-Orchester Fritz Brunner unter der Leitung von Felix Günther. Best.-Nr. O-4717 a/b (Matrizennummern 85234 / 85235)
- Mattinata / Santa Lucia. Joseph Schmidt mit Orchester unter der Leitung von Otto Dobrindt. Best.-Nr. O-25981 a/b (Matrizennummern 133715 / 133716)
- Giacomo Puccini, Tosca: 1. Akt, Arie des Cavaradossi Recondita armonia („Wie sich die Bilder gleichen“) / 3. Akt, Arie des Cavaradossi E lucevan le stelle („Und es blitzten die Sterne“). Joseph Schmidt mit Orchesterbegleitung durch Mitglieder der Städtischen Oper Berlin. O-25986 a/b (Matrizennummern 133717 / 133718; vgl. Parlophon D.P. 25)
- Frag’ nicht / Ein Lied geht um die Welt. Lieder aus dem Richard-Oswald-Tonfilm „Ein Lied geht um die Welt“, Musik: Hans May, Text: Ernst Neubach, Joseph Schmidt mit Orchester unter der Leitung von Otto Dobrindt. Best.-Nr. O-25990 a/b (Matrizennummern 133776 / 133777; vgl. Parlophon B 48812-I/II), 1933
- Der Postillon von Lonjumeau / Komm’ herab, o Madonna Theresa. Joseph Schmidt mit Chor und Orchesterbegleitung. Best.-Nr. O-28015 a/b (Matrizennummern 852723 / 852743)
- Ich bin ein Zigeunerkind / Wiener Bonbons. Joseph Schmidt mit Orchesterbegleitung. Best.-Nr. O-28087 a/b (Matrizennummern 852732 / 852771)
- Voga, Voga / L’Ariatella. Joseph Schmidt mit Orchester unter der Leitung von Otto Dobrindt. Best.-Nr. O-28624 a/b (Matrizennumern 1336482-0 / 1336491-0)

### Parlophon
- Giacomo Puccini, Tosca: Recondita armonia / E lucevan le stelle. Joseph Schmidt mit Orchesterbegleitung. Best.-Nr. D.P. 25 (Matrizennummern 133717 / 133718; vgl. Odeon O-25986 a/b)
- Johann Strauss, 1001 Nacht: Launisches Glück / Johann Strauss: Zigeunerbaron: Ja, das alles auf Ehr‘. Joseph Schmidt und Mitglieder der Staatskapelle Berlin unter Leitung von Frieder Weissmann. Best.-Nr. B. 48154-I/II (Matrizennummern 133438 / 133439)
- Der Evangelimann / Bajazzo. Joseph Schmidt mit Orchester unter der Leitung von Otto Dobrindt. Best.-Nr. B. 48811-I/II (Matrizennummern 133755 / 133767)
- Frag' nicht / Ein Lied geht um die Welt. Lieder aus dem Richard Oswald-Tonfilm „Ein Lied geht um die Welt“, Musik: Hans May, Text: Ernst Neubach. Joseph Schmidt mit Orchester unter der Leitung von Otto Dobrindt. Best.-Nr. B 48812-I/II (Matrizennummern 133776 / 133777; vgl. Odeon O-25990 a/b), 1933
- Maria, Mari / Funiculi, Funicula. Joseph Schmidt mit Orchesterbegleitung. Best.-Nr. R 102 (Matrizennummern 85275 / 85276; vgl. Odeon O-4665 a/b)

### Telefunken
- Vorrei morire! / Mattinata. Joseph Schmidt mit Orchesterbegleitung. Best.-Nr. A 314 (Matrizennummern 10558 / 10559; vgl. Ultraphon A 314)
- Meine Sonne! (O sole mio) / La Paloma (Die Taube). Joseph Schmidt mit Orchester. Best.-Nr. A 614 (Matrizennummern 15164 / 15165; vgl. Ultraphon A 614 und Austroton 1637)
- Giuseppe Verdi, Rigoletto: Ach, wie so trügerisch / Freundlich blick ich auf diese und jene. Joseph Schmidt und Mitglieder des Berliner Philharmonischen Orchesters. Best.-Nr. A 779 (Matrizennummern 15913-1 / 16223)
- O Lola, rosengleich blühn deine Wangen / Abschied von der Mutter. Joseph Schmidt und Mitglieder des Orchesters der Staatsoper Berlin unter der Leitung von Selmar Meyrowitz. Best.-Nr. E 372 (Matrizennummern 30293 / 30407; vgl. Ultraphon E 372)
- Unvergessener JOSEPH SCHMIDT. Orchester der Städtischen Oper Berlin: Dirigenten: Selmar Mayrowitz, Hans Schleger und Max Niederberger. NT 168 6.21209 AF Erschienen 1968

### Ultraphon
- Vorrei morire! / Mattinata. Joseph Schmidt mit Orchesterbegleitung. Best.-Nr. A 314 (Matrizennummern 10558 / 10559; vgl. Telefunken A 314)
- Meine Sonne! (O sole mio) / La Paloma (Die Taube). Joseph Schmidt mit Orchester unter Leitung von Selmar Meyrowitz. Best.-Nr. A 614 (Matrizennummern 15164 / 15165; vgl. Telefunken A 614 und Austroton 1637)
- Giacomo Puccini, Tosca: Wie sich die Bilder gleichen / Und es blitzten die Sterne. Joseph Schmidt und Mitglieder des Orchesters der Städtischen Oper Berlin unter Leitung von Selmar Meyrowitz. Best.-Nr. B 119 (Matrizennummern 10069 / 10070I)
- O Lola, rosengleich blühn deine Wangen / Abschied von der Mutter. Joseph Schmidt und Mitglieder des Orchesters der Staatsoper Berlin unter der Leitung von Selmar Meyrowitz. Best.-Nr. E 372 (Matrizennummern 30293 / 30407; vgl. Telefunken E 372)
- Bedřich Smetana: Die verkaufte Braut: Weiß ich doch Eine, die hat Dukaten (1. und 2. Teil). Joseph Schmidt, Michael Bohnen und Mitglieder des Orchesters der Städtischen Oper Berlin unter der Leitung von Selmar Meyrowitz. Best.-Nr. F 626 (Matrizennummern 15300 / 15301)

### Posthum veröffentlichte Aufnahmen
Schon vor dem Zweiten Weltkrieg wurden Plattenaufnahmen von ihm international verkauft, und nach 1945 erschienen in vielen Ländern Europas und in der gesamten englischsprachigen Welt eine Vielzahl von Schallplatten und später auch CDs seiner Musik. Das Sammlerportal www.discogs.com führt 175 verschiedene Platten- und CD-Veröffentlichungen auf. Die umfangreichste Veröffentlichung seines Gesamtwerks ist derzeit eine 2009 erschienene CD-Box mit dem Titel Joseph Schmidt: Ein Stern fällt vom Himmel – A Star Falls From Heaven der Documents-Serie von Membran Music (EAN Nr. 4011222327826, Order Nr. 232782). Sie umfasst auf 10 CDs 138 Stücke mit einer Gesamtdauer von 443 Minuten.

## Filmografie
- 1931: Der Liebesexpreß
- 1932: Goethe lebt…!
- 1932: Gehetzte Menschen
- 1933: Ein Lied geht um die Welt
- 1933: Wenn du jung bist, gehört dir die Welt
- 1934: My Song Goes Round the World
- 1934: Ein Stern fällt vom Himmel
- 1936: Heut’ ist der schönste Tag in meinem Leben
- 1936: A Star fell from Heaven, englische Version[10]